# شعب شاهداغ
شعب شاهداغ (كما تتهجئ «شاه داج» أو «شخداغ» أو «شاخداغ» أو «شداغ») هو مصطلح عام لعدة مجموعات عرقية صغيرة تعيش في محيط جبل شاهداغ في شمال أذربيجان، ولا سيما في ثلاث قرى رئيسية في منطقة كوناخكنت (قوبا) بالقرب من الحدود الداغستانية. تتحدث جماعات الشاعداغ العرقية عموماً لغات السامور في الفرع اللزقي من عائلة اللغات القوقازية الشمال شرقية.

## الجماعات العرقية
عدة مجموعات عرقية تضمنت داخل مصطلح «شعب شاهداغ». يتطابق اسم قرية كل مجموعة عرقية تاريخيًا مع اسم المجموعة العرقية:
يعيش البودوخ (كما ورد في بودوق أو بودوك) (2000 نسمة حسب الإحصاء السوفيتي عام 1926) بشكل رئيسي في قرية بودك ولكنهم يعيشون أيضًا في ديلي جايا وجيني بودوق (جنوب بودوق) وكذلك مجموعات متفرقة في خودات، اسماعليلي، خاشماس، كوبا، كوتكاشن وزاردوب. والبودوخيون هم من المسلمين الشيعة ويتحدثون لغة بودوخ، وهي لغة جنوب السامور.
يعيش الدزيك (ايضًا تتهجئ جيك أو جيت) (2600 في الإحصاء السوفييتي لعام 1962) بصورة رئيسية في قرية كروز ولكنهم يعيشون أيضًا في اليك وجيك وقابوك (هابوت). ومثل البودوكس، يمكن العثور على دخيكس أيضا في خودات، إسماعليلي، خاشماس، كوبا، كتكاشين، زاردوب. حدد الأثنائيون ثلاث مجموعات فرعية من الدزيك هم: الدزيك وكروز وقابوت والدزيك هم من المسلمين السنة، ويفضلون على وجه التحديد المذهب الشافي، ويتحدثون بلغة جيك، وهي لغة جنوب السامور.
يعيش الخينالوق (كما كتب هينالوغ أو خينالوغ) (100 في الإحصاء السوفيتي عام 1926) في قرية خينالوغ. يطلقون على أنفسهم كاتتيتوردور، كيتش أو خالخ. والخينالوق هم من المسلمين السنة أيضا من مدرسة الشافي ويتحدثون لغة خينالوق، وعزل داخل الأسرة اللغوية في شمال شرق القوقاز.
يعيش اليرقوج(كما تُنطق أيضا «يرقودز» أو «ايرقودزتسي») في منطقة يرقوك.

## التاريخ والثقافة
الأسلاف المفترضون لهذه الشعوب هم ألبان القوقاز، وكل مجموعة لها تقاليدها وثقافتها ولغتها الخاصة بها.
شعب الشاهداغ لهتقاليد عائلية وثقافية مميزة. من الممكن إيجاد العديد من أوجه الشبه والأصناف بين عرس وتقاليد الحداد لشعب شاهداغ وتلك الخاصة بالمجموعات التاريخية الأخرى، خاصة الأوغوز الأتراك.
يعتمد أسلوب الحياة الاقتصادية لشعب منطقة كوناخكنت (قوبا) على تربية الحيوانات (الأغنام والماعز في المرتفعات، والأبقار في الأراضي المنخفضة)، والذهب والفضة، والنسيج، وصناعة الفخار والبساط. بسبب الحاجة إلى تجارة السلع داخل منطقة داغستان، كان على العديد من الشهدغ أن يتعلموا التحدث باللغة الأذرية.
تقليديا، كانت الشاهداغ تحكمها نظم عشائرية بطولية شبه جامدة، حيث يتم تشجيع الشباب على الزواج من أولاد العم أو الأول. تم تعزيز هذا المعنى من تماسك العشيرة من حقيقة أن جميع الأراضي كانت مملوكة بشكل مشترك من قبل وحدة الأسرة الموسعة. خلال الستينيات والسبعينيات، نجحت الحكومة السوفييتية أيضًا في تأسيس التعاونيات وجمع العديد من قطعان الشاهداغ ومراعيها؛ هذه السياسة أثارت الاستياء بين السكان المحليين.
على الرغم من أن العديد من الشاهداغيون لا يزالون مدركين لتراثهم، فإن مجموعات البودوغ والخينالوق ووالدزيك لم يظهروا في التعداد السوفيتي لعام 1959،1970و 1979 ومنذ عشرينيات القرن العشرين، أدرجوا جنسيتهم كأذربيجانيين، على الرغم من أنهم تحدثوا بلغتهم الام. في الحقيقة هم كانوا يتحدثون لغتين في الأذرية وكانوا محاصرين وأعداداً كبيرة من الأذربيجانيين، ساهمت في استيعابهم. يعتقد معظم علماء الإثنولوجيا الروس أن الشهداء قد تم استيعابهم بالكامل من قبل الأذربيجانيين.

## معرض الصور

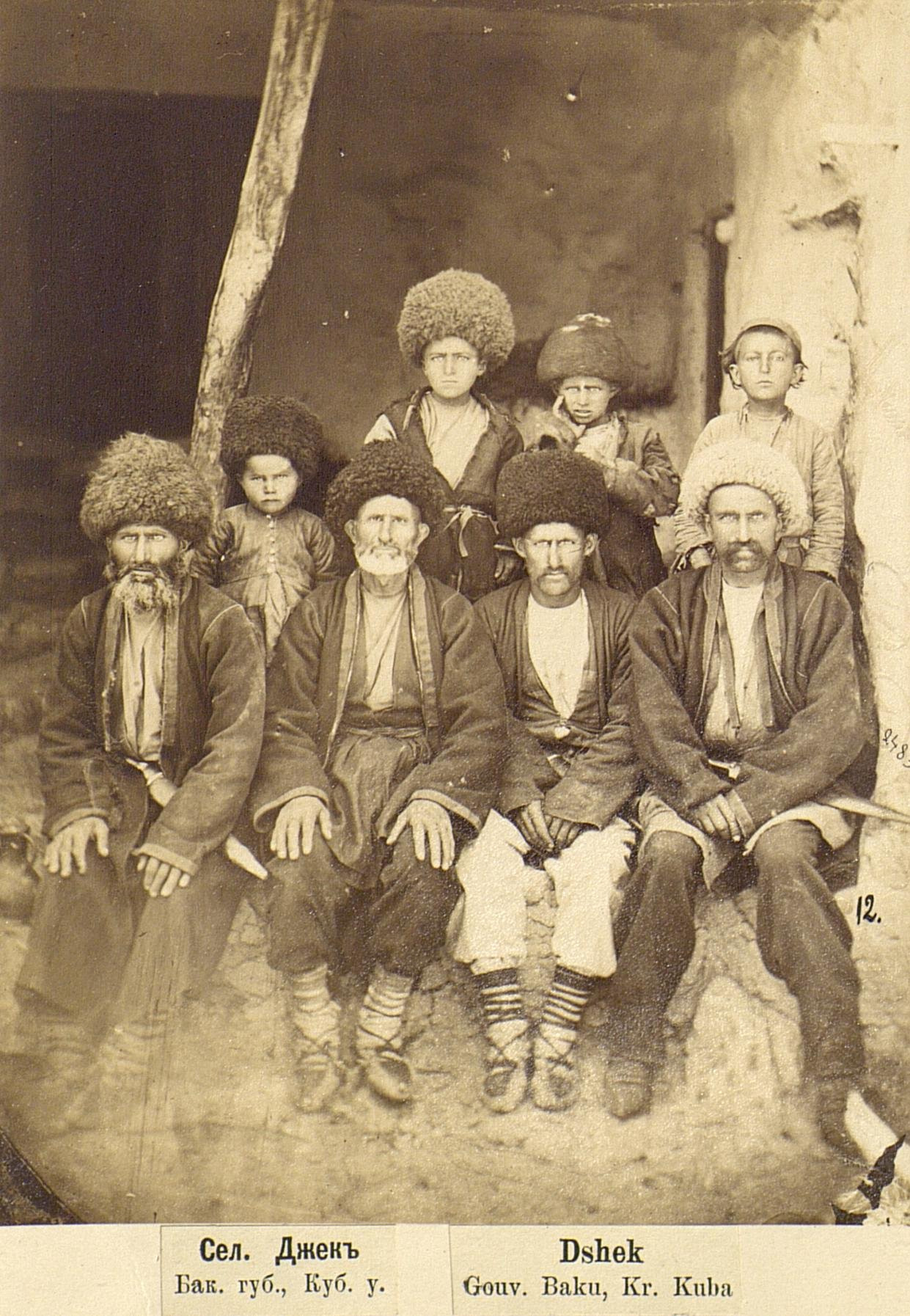
شعب الجيك 1880
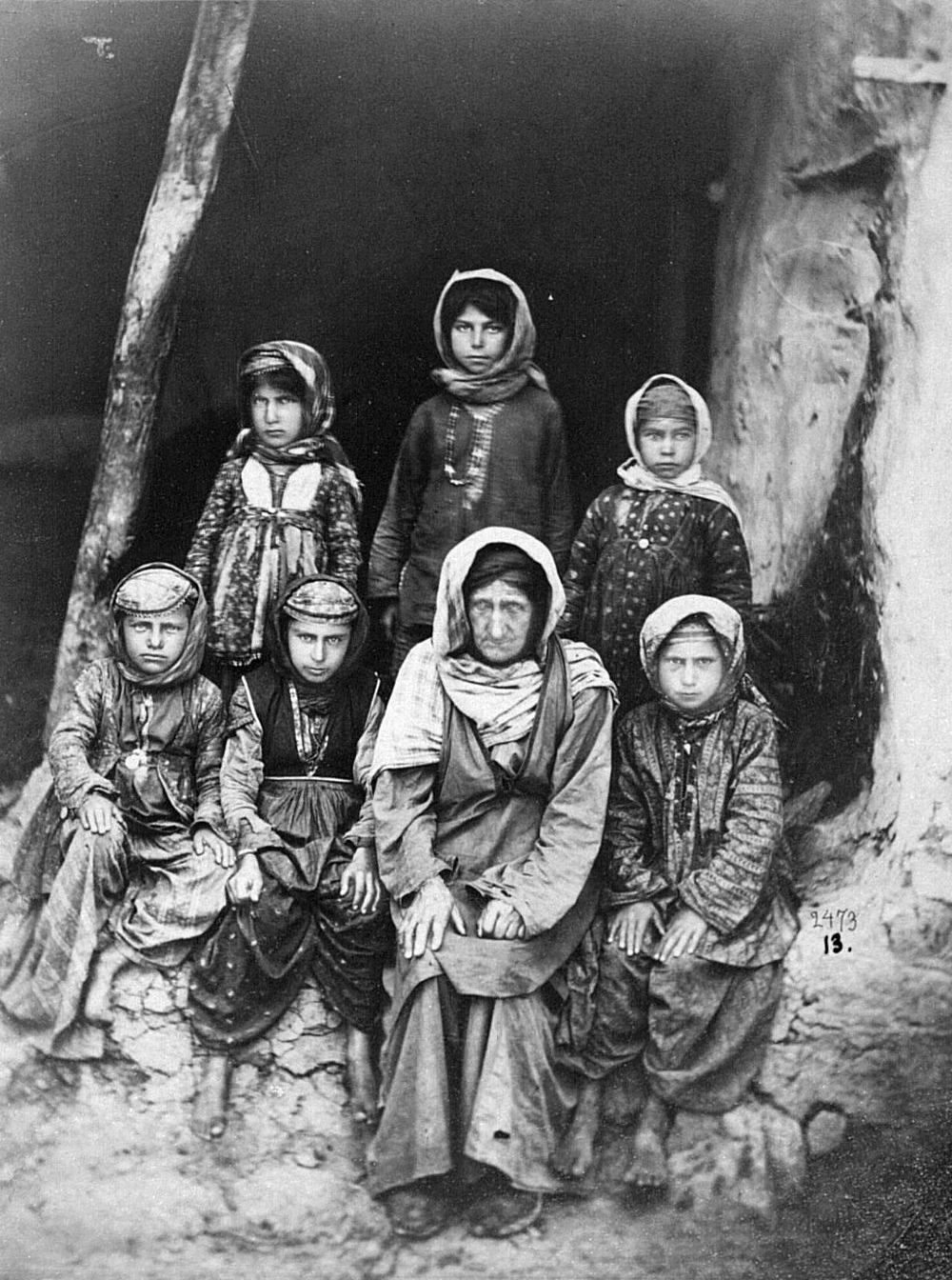
شعب الجيك 1880
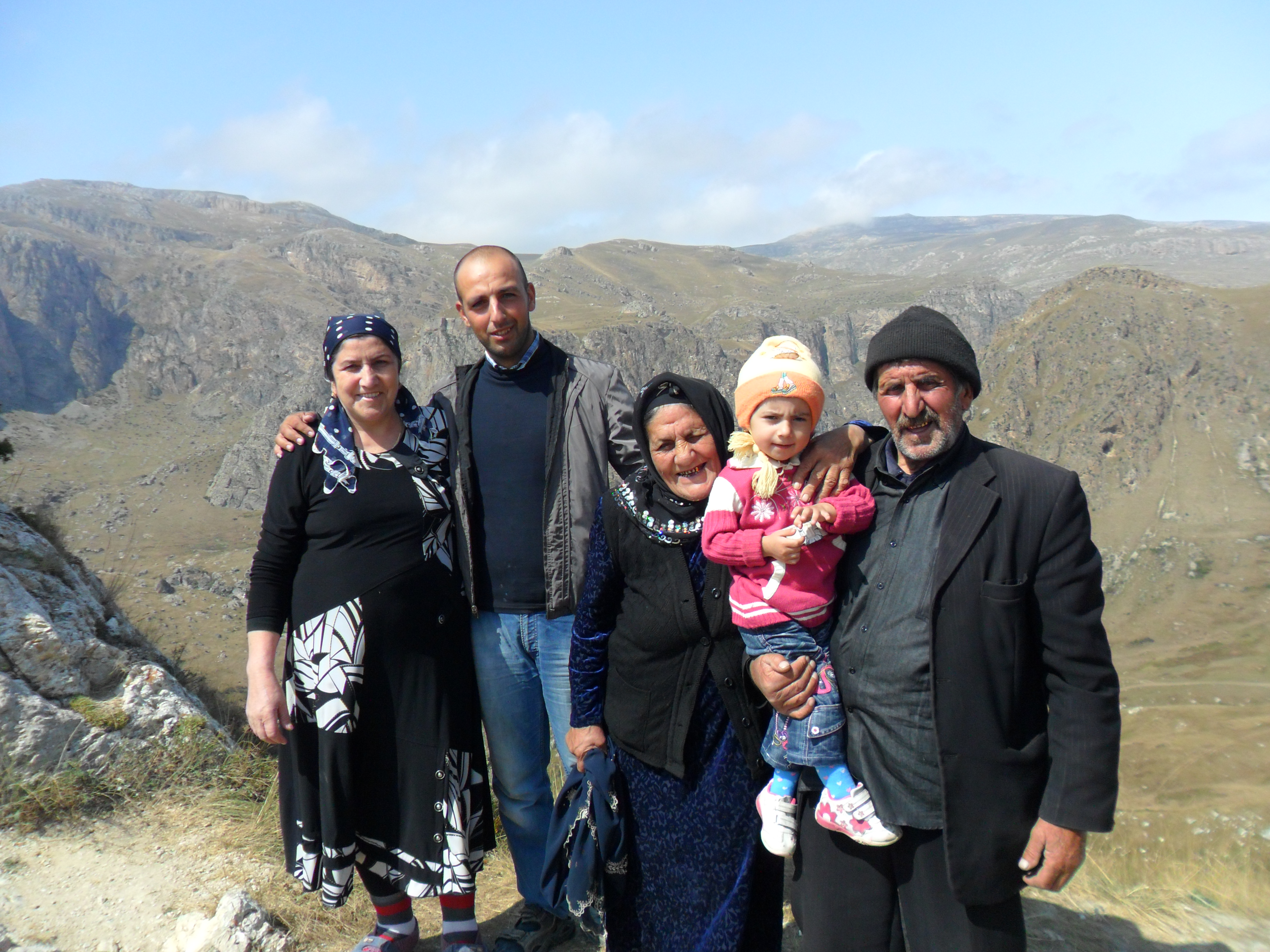
20 اغسطس 2012 شعب الجيك
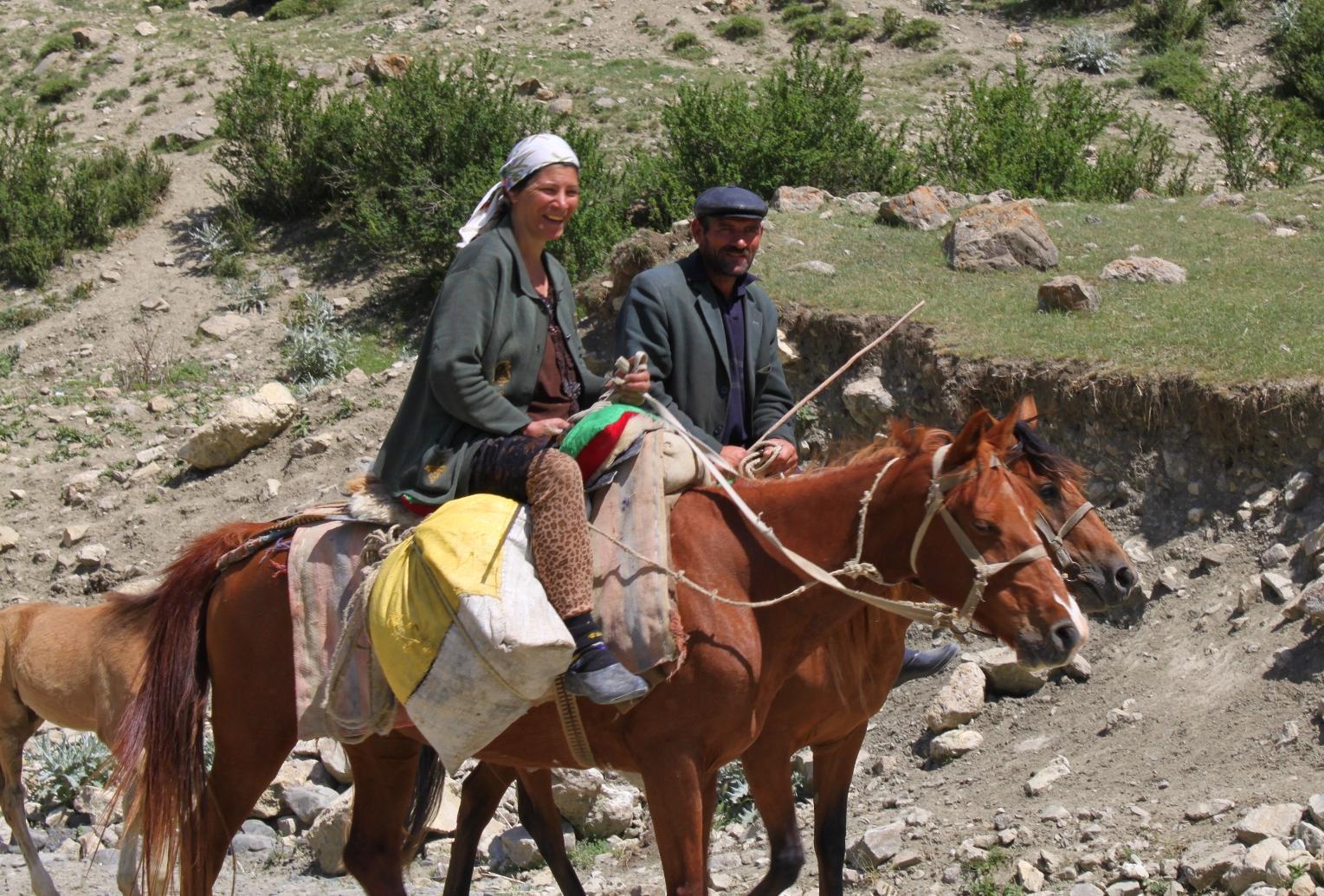
سكان خينالوغ من قرية قوبا ، أذربيجان
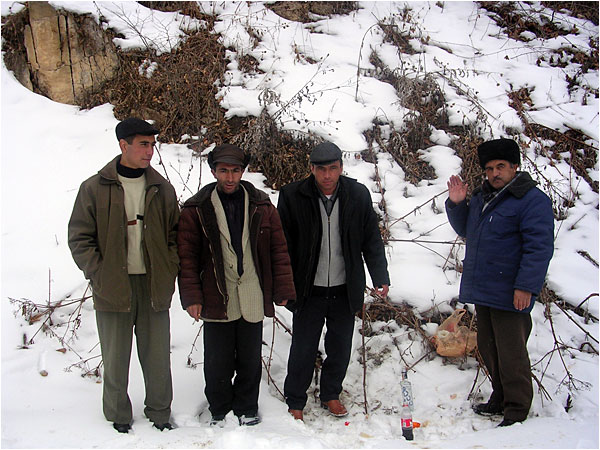
خينالوج في قرية خينالوغ ، أذربيجان
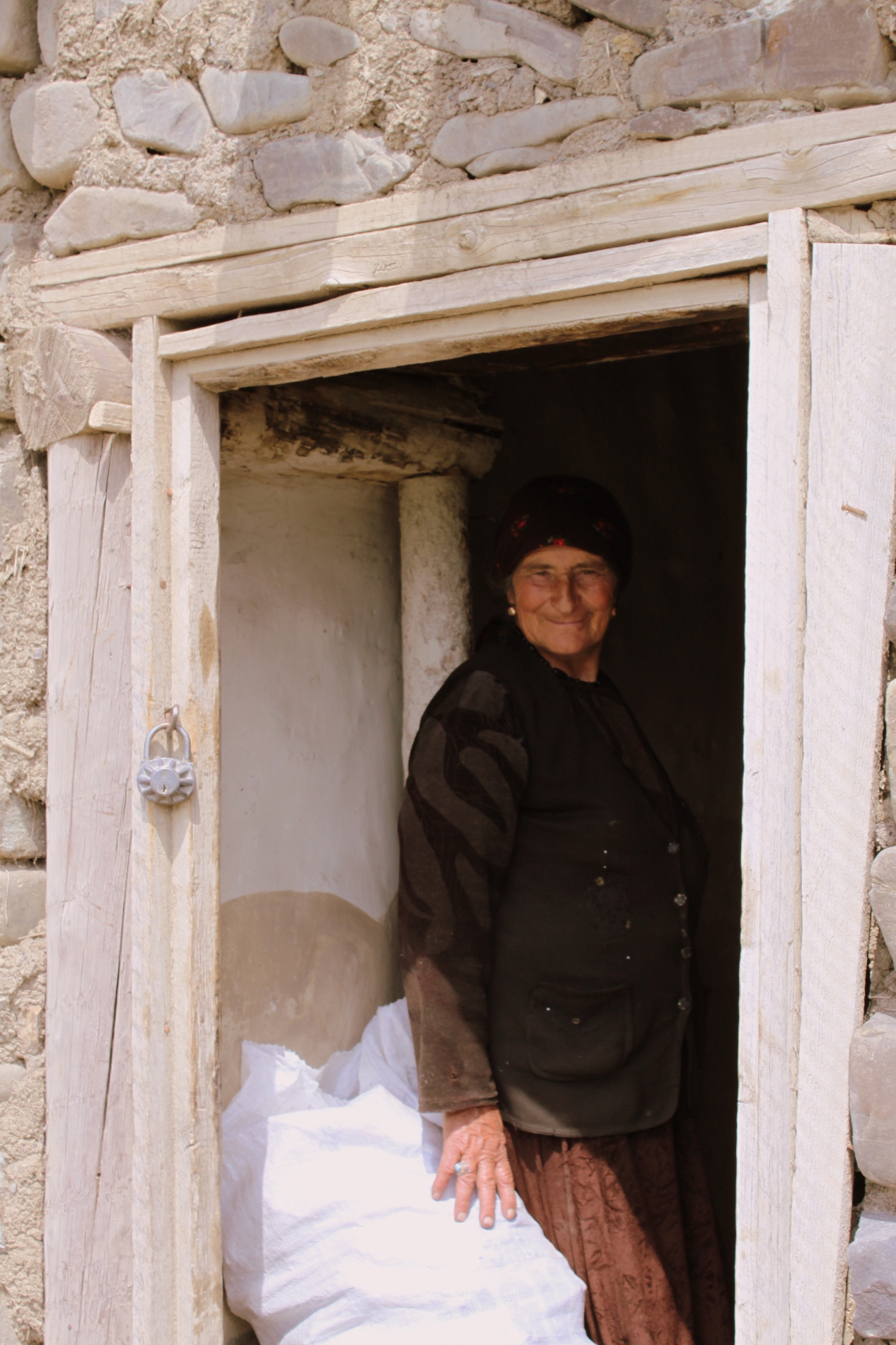
خينالوغ مقيم في قرية قوبا ، أذربيجان
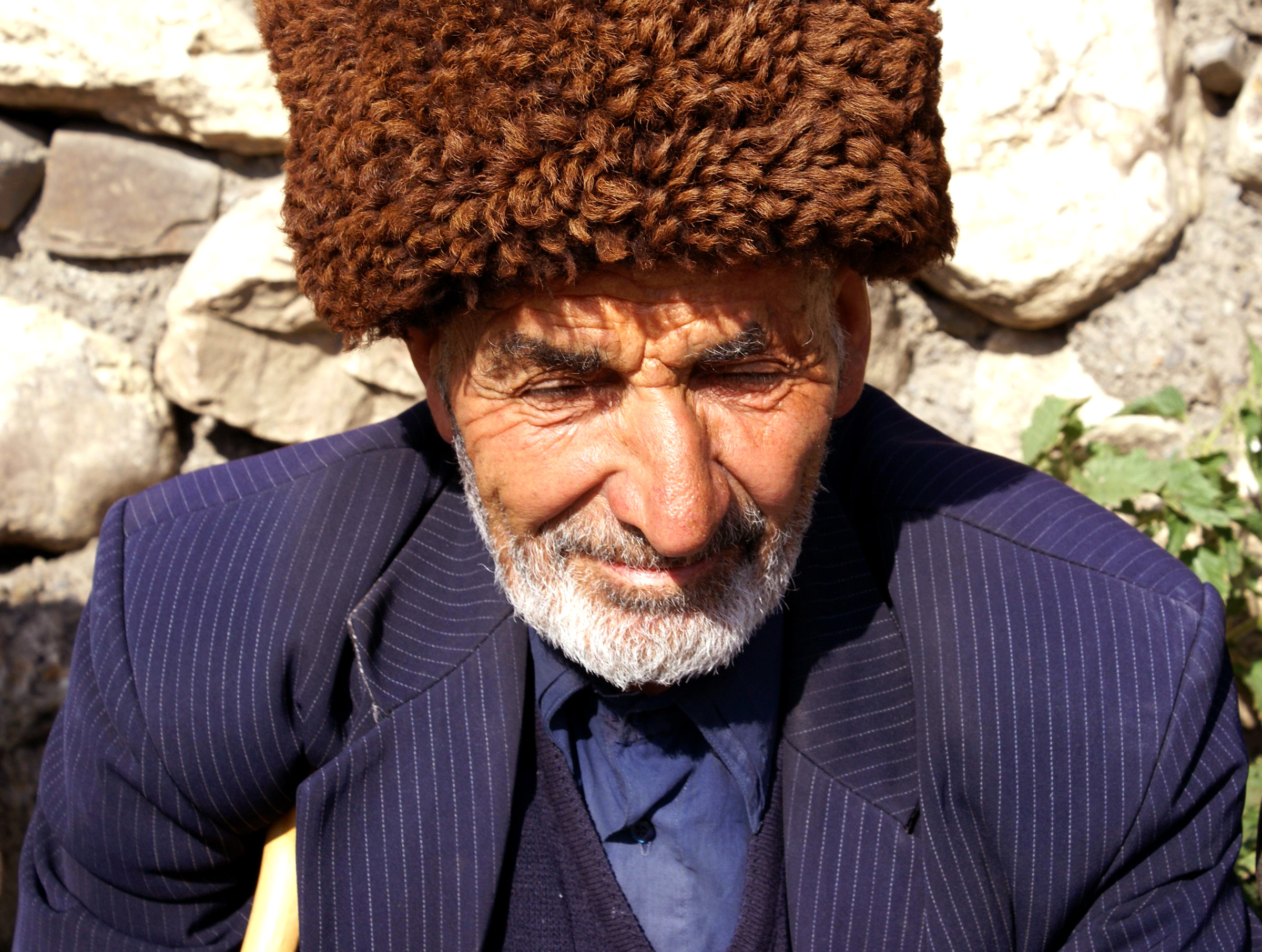
خينالوجيان سليمان 2007
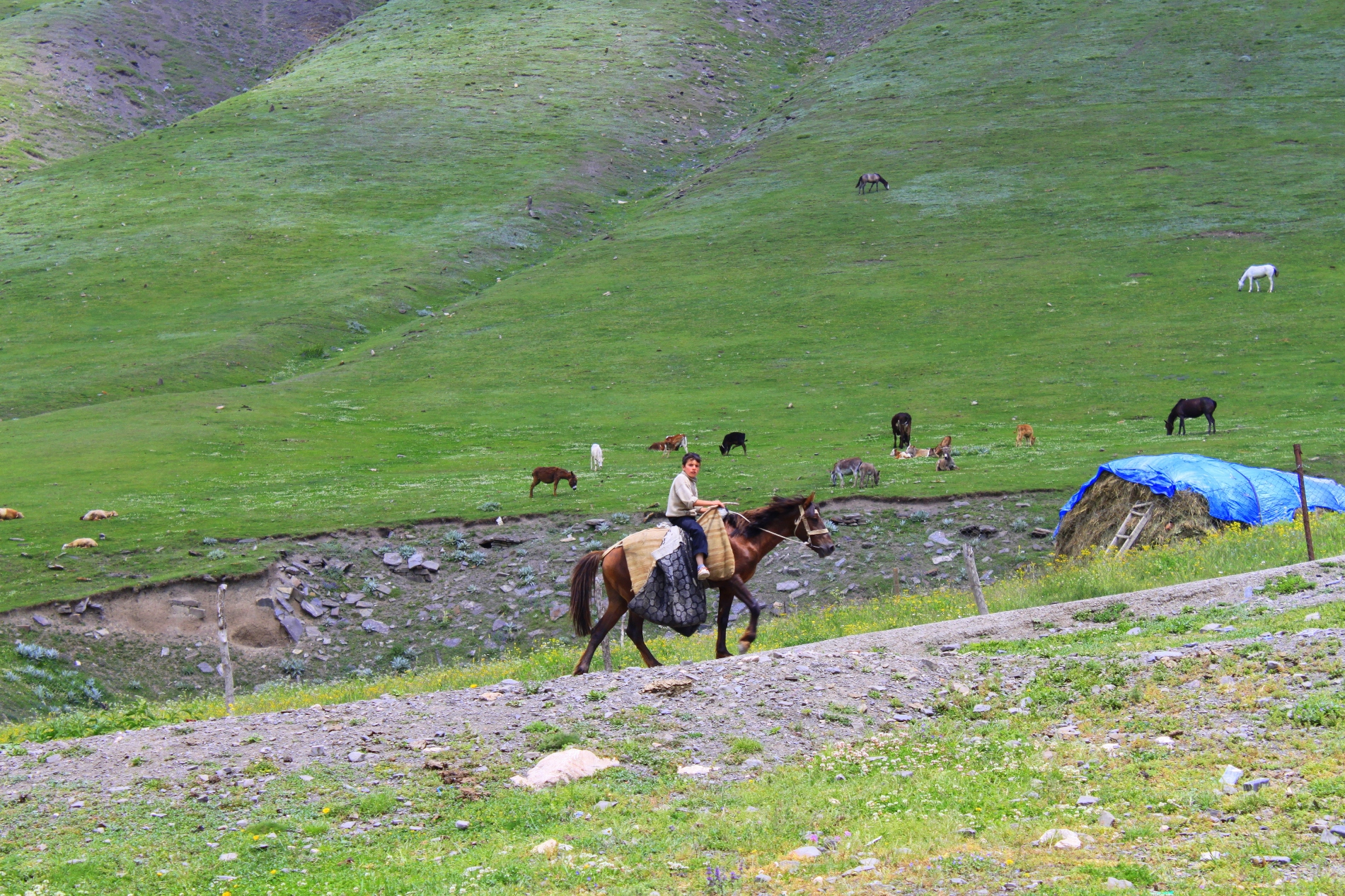
خينالوغ مقيم في حي قباء
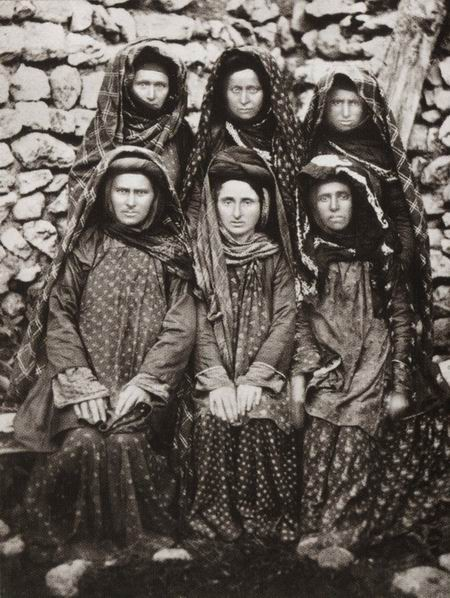
نساء بودوخ من قرية بقدق
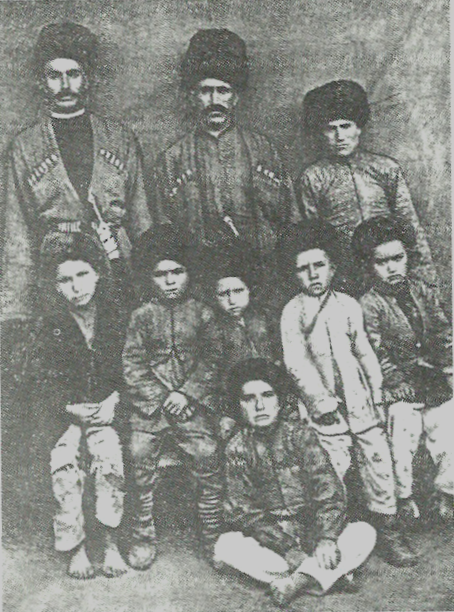
قرية بوادق في بداية القرن العشرين